# Jonny spielt auf

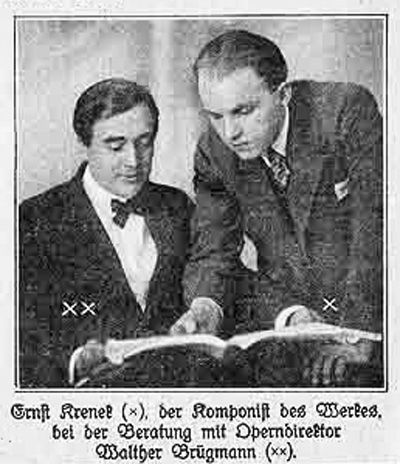
Ernst Krenek und Walther Brügmann beraten die Uraufführung

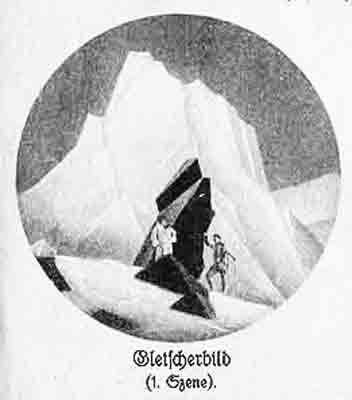
Erste Szene (Gletscherbild) der Leipziger Uraufführung

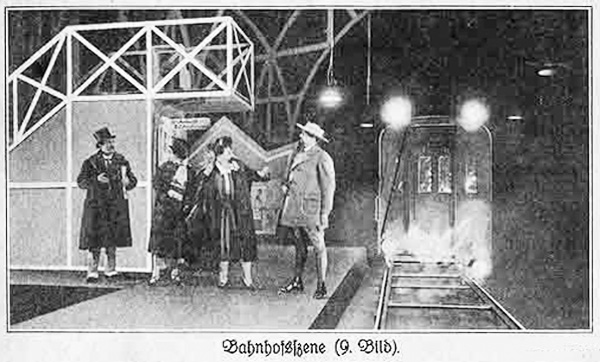
Neuntes Bild (Bahnhofszene) der gleichen Aufführung

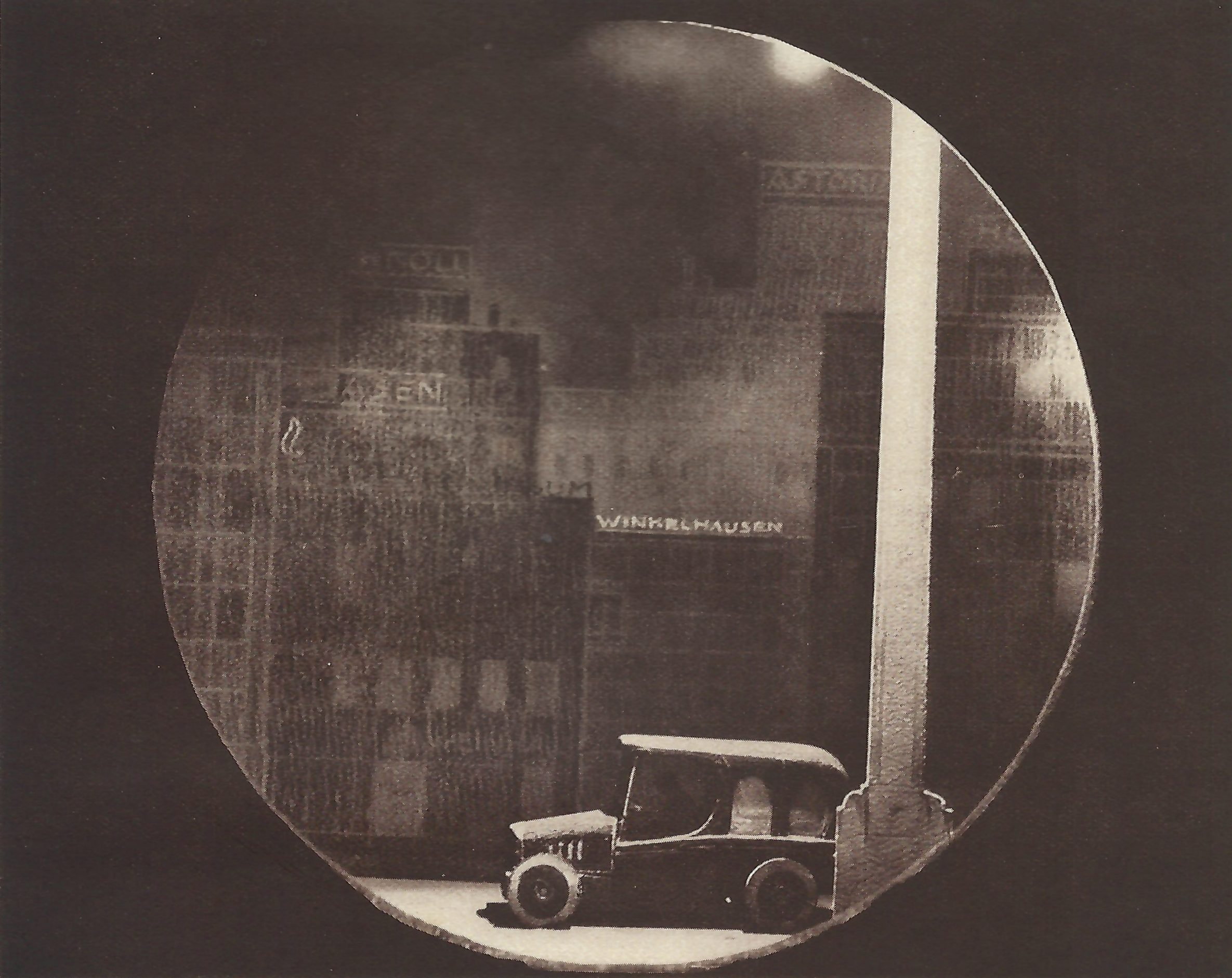
Bühnenbild von Walther Brügmann (1927)

Jonny spielt auf (op. 45) ist eine Oper in zwei Teilen von Ernst Krenek. Sie wurde am 10. Februar 1927 im Neuen Theater zu Leipzig in der Inszenierung von Walther Brügmann uraufgeführt, hatte 421 Aufführungen in ihrer ersten Spielzeit, wurde auch weltweit ein Erfolg und gilt als Vorzeigeabbild der Freiheit der Künste in den Goldenen Zwanzigern. Sie ist zudem ein typisches Beispiel für das Genre der „Zeitoper“ der Weimarer Republik, das bewusst Requisiten des technischen Fortschritts auf die Bühne bringt und das Lebensgefühl der Zeitgenossen sowie zeittypische gesellschaftliche oder politische Debatten reflektiert.

## Entstehung und zeitgeschichtliche Einordnung
An der Wiener Staatsoper waren nach der Premiere am 31. Dezember 1927 schon die ersten Aufführungen von Unruhen, die auf die frühe Nazibewegung zurückgingen, gestört worden. Ab 1929 wurden auch Münchener Aufführungen gestört, bis die Oper schließlich nach der „Machtübernahme“ 1933 von den Nationalsozialisten verboten und als „entartete Musik“ gebrandmarkt wurde. Der Jazzmusiker des Titelbildes auf dem Klavierauszug wurde 1937 für das Werbeplakat der NS-Propagandaausstellung Entartete Kunst missbraucht.
Kreneks eigenes Libretto wurde in 14 Sprachen übersetzt. Die Beziehung des Österreichers Krenek zum progressiven Genre der Zeitoper der Weimarer Republik wie überhaupt zur Weimarer Moderne ist gleichwohl ambivalent. Gerade sein Jonny zeigt diese Ambivalenz; es war „Ausdruck der Moderne und zugleich Protest gegen sie.“ Die Diffamierung des Werks durch die Nationalsozialisten kann deshalb leicht der Vorstellung Vorschub leisten, Krenek sei wie Brecht oder Weill im linken oder zumindest liberalen Spektrum zu verorten. Doch es fragt sich, „ob die künstlerische Avantgarde, zu der Krenek zweifellos gehört, automatisch mit sozio-politischer Avantgarde gleichgesetzt werden darf.“ Denn der Komponist Max als der eigentliche Held der Oper (nicht zufällig ein Namensvetter aus Webers „Freischütz“) ist die Verkörperung des melancholischen romantischen Ichs, der Jonny steht deshalb trotz seines Rufs als Werk der Weimarer Avantgarde in der Tradition des romantischen Künstlerdramas.
Im Jonny kollidiert dieses romantische Bewusstsein heftig mit den neuen massenkulturellen Entwicklungen der „Golden Twenties“: Neue Sachlichkeit, Film, Radio, Schlager, Jazz, Massensport, Konsumismus, Amerikanismus, Großstadtkult: Für all das steht mittels karikaturhafter Zuspitzung einer Minstrel-Figur der Jazz-Musiker Jonny. Krenek bediente ganz bewusst im Jonny das zeittypische „Neger“-Klischee und betonte mehrfach, dass er keine Verherrlichung des amerikanischen Lebensstils beabsichtigt habe, sondern er steht im Gegenteil, hierin Thomas Mann nicht unähnlich, eher auf der Seite des alten, untergegangenen bürgerlichen Zeitalters: „Die Aufbietung dieses ganzen seelenlosen technischen Apparats macht auf dem kürzesten Wege die Antithese anschaulich, von der das Stück lebt: die Antithese von vitaler und spiritueller Daseinsform des Menschen… Jonny ist in diesem Sinn geradezu ein Teil dieser technisch-mechanistischen Weltseite, er reagiert ebenso leicht, erfreulich exakt und amoralisch wie eine dieser wohlkonstruierten Maschinen.“ Dementsprechend spricht Krenek von der „innersten Fremdheit des Bluts zwischen der Europäerin und diesem skrupellosen Eroberer, der alles zu besitzen glaubt, was gut ist in der Welt“, um zu begründen, warum die Europäerin Anita immun sei gegen die Anziehungskraft Jonnys.
Die linke Presse hat Kreneks Jonny auch keineswegs einhellig begrüßt, sondern als „bourgeois“ abgelehnt. Adorno machte 1935 ebenfalls auf den antimodernen Charakterzug in Kreneks Werk aufmerksam: „Den Bereich einer Romantisierung amerikanischen Wesens hat er nur einmal und eilends genug auf seiner abenteuerlichen Fahrt durchmessen, und es ist am letzten die Schuld des Österreichers, wenn man ihn dort ansiedeln wollte; ihn der wahrhaft den berühmten Bahnhof des Jonny nur benutzte, um aus dem Bereich marktfähiger Urgefühle und auf Hochglanz polierter Neusachlichkeit so schnell wie möglich in gebirgigere und waldigere Regionen zu entfliehen.“ 
Diese Alpenwelt, das ist der romantische Schauplatz des 1. Bildes im Jonny, das ist die eigentliche Welt des Komponisten Max, und man darf annehmen, als sein alter ego, auch die des Komponisten Krenek.

## Handlung
Die Oper spielt in den Hochalpen, in einer mitteleuropäischen Großstadt und in Paris während der 1920er Jahre.

### Erster Teil
Der Komponist Max sucht in der Einsamkeit eines Gletschers Inspiration für seine Kunst. Er begegnet der Sängerin Anita, die sich vom nahegelegenen Hotel dorthin verlaufen hat. Sie ist erst kürzlich in einer seiner Opern aufgetreten. Sie fürchtet die einsame Gletscherwelt und bittet Max, sie zurück ins Hotel zu begleiten. Max und Anita werden bald ein Paar und beziehen eine gemeinsame Wohnung, doch Max leidet unaufhörlich an seiner Eifersucht. Als Anita nach Paris aufbricht, um in seiner neuen Oper zu singen, ist Max gar auf sein eigenes Werk eifersüchtig und bleibt allein und traurig zurück.
In dem Pariser Hotel, in dem Anita während ihres Gastspiels abgestiegen ist, spielt der schwarze Jazzbandgeiger Jonny. Er ist ein begnadeter Frauenheld und zurzeit mit Yvonne, einem der Zimmermädchen, liiert. Jonny hat es auf die Geige des berühmten Geigenvirtuosen Daniello abgesehen, der ebenfalls in dem Hotel logiert. Jonny versucht deshalb vergeblich in Daniellos Zimmer einzudringen. Inzwischen kommt Anita von ihrem Auftritt zurück in das Hotel. Sie ist von der erotischen Atmosphäre der Stadt wie berauscht, denkt aber auch an ihren daheimgebliebenen Max. Jonny versucht Anita zu verführen, wird aber von Daniello gestört, der Jonny mit einer rassistischen Bemerkung in die Schranken verweist: „Ôte-toi, négrillon!“, dann aber seinerseits Anita den Hof macht. Anita kann Daniello nicht widerstehen und verbringt die Nacht mit ihm in ihrem Zimmer. Jonny nutzt diese Gelegenheit, verschafft sich mit einem nachgemachten Schlüssel Zugang zu Daniellos Zimmer und entwendet die Geige. Um sie sicher außer Haus zu schaffen, versteckt er sie in Anitas Banjokasten, den sie für ihre Rolle in der Oper gebraucht hat.
Am nächsten Morgen bricht Anita zu ihrem Max auf. Der eitle Daniello ist außer sich, dass Anita ihn verlassen will, sie schenkt ihm einen Ring zum Abschied und Gedenken. Dann entdeckt Daniello entsetzt den Diebstahl seiner kostbaren Geige und alarmiert Hoteldirektion und Polizei. Der Hoteldirektor feuert die unschuldige Yvonne, da er sie verdächtigt. Anita tröstet sie und bietet ihr an, als ihre Zofe mit ihr zu kommen. Daniello hört das und hat eine Idee, um sich an Anita zu rächen. Er gibt Yvonne den Ring mit der Bitte, ihn insgeheim an Max weiterzureichen, um seine Eifersucht zu wecken. Anitas Manager überbringt ihr einen lukrativen Vertrag für eine Amerika-Tournee. Jonny kündigt seinen Vertrag als Jazzmusiker des Hotels und reist nun Anita nach, um sich in den Besitz der Geige im Banjokasten zu bringen. 

### Zweiter Teil
Max hat zuhause die ganze Nacht auf Anita gewartet: Jetzt, wo er mit Anita eine Beziehung eingegangen ist, hat er die Eiseskälte des Gletschers verlassen, ist aber dadurch verletzlich und abhängig von der Wärme der Menschen geworden. Da Anita aufgrund ihres Seitensprungs verspätet heimkehrt, ist die Wiedersehensfreude getrübt, es kommt zur Auseinandersetzung: Das moderne Leben mit seinem Getümmel bleibt Max fremd, der einsame Gletscher hatte ihm Festigkeit gegeben. Anita erwidert, dass Max damals nicht fest, sondern erstarrt gewesen sei: Er müsse nun seinen Halt in sich selbst und nicht in anderen finden. Als Anita das Zimmer verlässt, übergibt Yvonne (nun Anitas Zofe) Max den Ring Daniellos. Max versteht sofort die Zusammenhänge und stürzt verzweifelt zum Gletscher.
Inzwischen ist Jonny eingetroffen und ist überrascht, auf Yvonne zu treffen. Er stiehlt nun die Geige aus dem Banjokasten und erklärt der verdutzten Yvonne, sie stehe ihm zu als dem Vertreter der Neuen Welt, denn das Alte Europa habe abgewirtschaftet und wisse nichts mehr mit ihr anzufangen. Max ist inzwischen am Gletscher angelangt und möchte sich in die Tiefe stürzen. In einer surrealen Aussprache mit den geheimnisvollen Stimmen des Gletschers wird er, der endliche und leidende Mensch, vom ewigen und leidlosen Eis zurückgewiesen: „Du musst leben, du musst leiden!“ Plötzlich hört Max aus dem Lautsprecher des naheliegenden Berghotels Anitas Stimme, die im Radio die Arie aus seiner Oper singt. Sie holt ihn zurück ins Leben: Max macht sich auf den Weg zum Bahnhof, wo Anita in Kürze mit ihrem Manager zu ihrem Engagement nach Amerika aufbrechen will.
Auf der Terrasse des Berghotels befindet sich auch Daniello unter den Hotelgästen, der sich vom Verlust der Geige erholen will. Da erklingt Jonnys Jazzband im Radio: Daniello erkennt sofort den einzigartigen Ton seiner gestohlenen Geige und ruft die Polizei. Jonny ist nun auf der Flucht vor der Polizei und möchte den Zug nach Amsterdam erreichen, um von dort das Schiff in seine amerikanische Heimat zu nehmen. Doch er verliert auf der Straße seine Bahnfahrkarte. Die Polizei findet die Fahrkarte und begibt sich darauf ebenfalls zum Bahnhof. Dort angekommen, sieht Jonny seine Verfolger und möchte die Geige loswerden: Er legt sie zu Max’ Gepäck, der daraufhin als vermeintlicher Geigendieb verhaftet wird. Daniello wird Zeuge der Szene und berichtet Anita voller Genugtuung davon. Yvonne, die ja den wahren Dieb kennt, möchte deshalb zur Polizei gehen und Max entlasten. Darüber kommt es zum Gerangel mit Daniello, der buchstäblich unter die Räder des einfahrenden Zuges gerät.
Vor der Polizeistation trifft Yvonne auf Jonny, der auf eine Gelegenheit wartet, wieder in den Besitz der Geige zu kommen. Yvonne verspricht er, wenn möglich, beide, die Geige und Max, zu retten. Er betäubt den Chauffeur des Polizeiautos, zieht sich dessen Polizeimütze tief ins Gesicht und nimmt seinen Platz am Lenkrad ein. Max besteigt mit zwei Polizisten das Auto, das ihn zum Verhör bringen soll. Das Auto rast durch die beleuchteten Großstadtstraßen, und Max räsoniert während der Fahrt, wie er so tief sinken konnte: Weil er gelebt wurde, anstatt sein Leben selbst zu lenken. Er entschließt sich mit dem Mut der Verzweiflung, dies auf der Stelle zu ändern und erteilt den Befehl: „Chauffeur, zurück zum Bahnhof!“. Die Polizisten sind völlig verdutzt, das der vermeintliche Chauffeur den Befehlen des Häftlings blindlings gehorcht. So können sie von Jonny aus dem Wagen geworfen werden. Am Bahnhof kündigt die Anzeige die baldige Abfahrt des Zuges an: „Nach Amsterdam 11.58 Uhr“. Die große Bahnhofsuhr zeigt beinahe 11.58 Uhr an, deshalb warten Anita, der Manager und Yvonne gespannt auf Max: Wird er kommen? In buchstäblich letzter Minute springt Max auf den abfahrenden Zug in die Arme Anitas.
Jonny bleibt zurück und klettert mit der gestohlenen Geige auf die Bahnhofsuhr. Plötzlich verwandelt sich diese in einen riesigen Globus, auf dem der Schwarze triumphierend aufspielt. Alle um ihn herum tanzen nach den jazzigen Rhythmen aus Amerika, die nun die alte Welt zu erobern beginnen: „Die Stunde schlägt der alten Zeit, / die neue Zeit bricht jetzt an. / Versäumt den Anschluss nicht. / Die Überfahrt beginnt / ins unbekannte Land der Freiheit. / Die Überfahrt beginnt, / so spielt uns Jonny auf zum Tanz. / Es kommt die neue Welt übers Meer / gefahren mit Glanz / und erbt das alte Europa durch den Tanz.“